# Campeonato Cearense 1969
In 1969 werd het 55ste Campeonato Cearense gespeeld voor clubs uit Braziliaanse staat Ceará. De competitie werd georganiseerd door de FCF en werd gespeeld van 26 januari tot 17 augustus. Er werden drie toernooien gespeeld. Omdat Fortaleza alle drie de toernooien won werd er geen finaleronde gespeeld.

## Eerste toernooi
| Plaats | Club              | Wed. | W | G | V | Saldo | Ptn. |
| ------ | ----------------- | ---- | - | - | - | ----- | ---- |
| 1.     | Fortaleza         | 7    | 5 | 1 | 1 | 13:11 | 11   |
| 2.     | Ferroviário       | 7    | 4 | 2 | 1 | 12:5  | 10   |
| 3.     | Ceará             | 7    | 3 | 4 | 0 | 13:5  | 10   |
| 4.     | Tiradentes        | 7    | 3 | 3 | 1 | 10:7  | 9    |
| 5.     | Calouros do Ar    | 7    | 2 | 2 | 3 | 12:14 | 6    |
| 6.     | América           | 7    | 1 | 2 | 4 | 9:12  | 4    |
| 7.     | Quixadá           | 7    | 1 | 2 | 4 | 6:11  | 4    |
| 8.     | Guarany de Sobral | 7    | 1 | 0 | 6 | 9:19  | 2    |

|  | Geplaatst voor finale |

## Tweede toernooi
| Plaats | Club              | Wed. | W | G | V | Saldo | Ptn. |
| ------ | ----------------- | ---- | - | - | - | ----- | ---- |
| 1.     | Fortaleza         | 7    | 6 | 1 | 0 | 19:6  | 13   |
| 2.     | Ceará             | 7    | 4 | 3 | 0 | 10:4  | 11   |
| 3.     | Ferroviário       | 7    | 4 | 1 | 2 | 15:5  | 8    |
| 4.     | Quixadá           | 7    | 3 | 2 | 2 | 9:10  | 7    |
| 5.     | Tiradentes        | 7    | 2 | 0 | 5 | 10:13 | 4    |
| 6.     | América           | 7    | 2 | 0 | 5 | 7:12  | 4    |
| 7.     | Guarany de Sobral | 7    | 2 | 0 | 5 | 7:19  | 4    |
| 8.     | Calouros do Ar    | 7    | 1 | 1 | 5 | 9:17  | 3    |

|  | Geplaatst voor finale |

## Derde toernooi
| Plaats | Club              | Wed. | W | G | V | Saldo | Ptn. |
| ------ | ----------------- | ---- | - | - | - | ----- | ---- |
| 1.     | Fortaleza         | 7    | 7 | 0 | 0 | 17:3  | 17   |
| 2.     | Ceará             | 7    | 6 | 0 | 1 | 19:4  | 12   |
| 3.     | Ferroviário       | 7    | 4 | 1 | 2 | 13:5  | 9    |
| 4.     | América           | 7    | 3 | 0 | 4 | 11:12 | 6    |
| 5.     | Guarany de Sobral | 7    | 3 | 0 | 4 | 9:11  | 6    |
| 6.     | Tiradentes        | 7    | 1 | 2 | 4 | 5:17  | 4    |
| 7.     | Calouros do Ar    | 7    | 0 | 3 | 4 | 5:16  | 3    |
| 8.     | Quixadá           | 7    | 0 | 2 | 5 | 4:15  | 2    |

|  | Geplaatst voor finale |

### Kampioen
| Campeonato Cearense de 1969    |
| Ceará                          |
| ------------------------------ |
| FORTALEZA Kampioen (22° titel) |